# La Reine de Saba (film, 1952)
Pour les articles homonymes, voir La Reine de Saba.
Pour plus de détails, voir Fiche technique et Distribution.
La Reine de Saba (La regina di Saba) est un film italien réalisé par Pietro Francisci, sorti en 1952.

## Fiche technique
- Titre : La Reine de Saba
- Titre original : La regina di Saba
- Réalisation : Pietro Francisci
- Scénario : Raul De Sarro, Pietro Francisci, Giorgio Graziosi et Vittorio Nino Novarese
- Photographie : Mario Montuori
- Musique : Nino Rota
- Décors : William Cameron Menzies et Giulio Bongini
- Costumes : Vittorio Nino Novarese
- Pays d'origine : Italie
- Format :
- Genre : drame
- Durée : 99 minutes
- Date de sortie : 1952

## Distribution
- Leonora Ruffo : Balkis, la Reine de Saba
- Gino Cervi : Salomon de Jérusalem
- Gino Leurini : Prince Rehoboam de Jérusalem
- Marina Berti : Zamira
- Franco Silva : Kabaal, le chef de l'armée de Saba
- Mario Ferrari : Chaldis, le grand-prêtre de Saba
- Isa Pola : Tabuia, le chef des esclaves
- Nyta Dover : Kinor, un esclave
- Umberto Silvestri : Isachar, le compagnon de Rehoboam
- Dorian Gray : Ati
- Franca Tamantini : la fausse mère
- Fulvia Mammi : la vraie mère